# Монтесума (опера Вивальди)
«Монтесума», более точное название «Мотесума» (итал. Motezuma), RV 723 — опера Антонио Вивальди в трёх действиях на итальянское либретто Альвизе Джусти. Либретто очень вольно основано на жизни правителя ацтеков Монтесумы, умершего в 1520 году. Первое представление было дано в Театре Сан-Анджело в Венеции 14 ноября 1733 года. (В более ранних справочниках опера упоминается как Монтесума, но после повторного появления оригинальной рукописи это было исправлено на Мотесума). Музыка считалась утерянной, но была обнаружена в 2002 году в архиве музыкальной библиотеки Певческой академии в Берлине. Её первое полноценное представление в наше время состоялось в Дюссельдорфе, Германия, 21 сентября 2005 года.